# Буневчевич, Мирко
Ми́рко Буне́вчевич (серб. Мирко Буњевчевић / Mirko Bunjevčević, 5 февраля 1978, Карловац, СФРЮ) — сербский футболист, защитник.

## Клубная карьера
Родился в Карловаце (Социалистическая Республика Хорватия, СФРЮ). В футбол начал играть с раннего возраста, также как и его старший брат Горан, который позже стал игроком сербской национальной сборной. Талантливые юноши были замечены скаутами самых титулованных хорватских клубов «Хайдук» и «Динамо» (Загреб) и были приглашены в их молодёжные команды. Потом началась война и Мирко с папой, мамой и братом переехал в Белград. Тут молодые футболисты играли некоторое время за «Графичар». Далее Горан, будучи на 5 лет старше, начал свою профессиональную карьеру в «Раде», а Мирко продолжал играть на молодёжном уровне в «Радничках».
Профессиональную карьеру Мирко начал в команде «ИМ Раковица». В 1998 году футболист перешёл в «Рад», цвета которого четыре предыдущих сезона защищал его брат, перешедший на тот момент в «Црвену Звезду». Этот период был сложным для всего футбола в Сербии. Страна пережила войну в Косово, натовские бомбардировки и огромные политические потрясения. Проведя три сезона в «Раде», Буневчевич в первый раз переехал за границу, продолжив карьеру в соседней Словении. В чемпионате этой страны футболист играл два с половиной сезона. Первые два провёл в составе «Копер». Ещё пол сезона — в составе «Муры». С «Копером» в 2002 году Буневчевич принимал участие в матчах розыгрыша Кубка Интертото, где его команда была повержена в первом раунде шведским «Хельсингборгом» (0:1; 0:0).
В начале 2004 года он подписал контракт с украинским клубом «Арсенал» (Киев), в составе которого играл два года в украинской высшей лиге. За это время сыграл в команде 55 матча, забил 2 гола. В этот период украинский клуб имел средние результаты, занимая в турнирной таблице 9—12 места. Перед стартом в Кубке УЕФА 2006/07 команда «Хайдук» (Кула) пригласила Буневчевича. Выбыв в первом же раунде турнира от софийского ЦСКА (1:1; 0:0), Буневчевич и Хайдук расстались во время зимнего перерыва в чемпионате Сербии. Футболист вернулся на Украину усилив другой клуб высшей лиги «Заря» (Луганск).
Летом 2009 года Буневчевич вернулся в сербскую Суперлигу, где пол сезона провёл в белградском клубе «Чукарички». Во время зимнего перерыва был приглашён в азербайджанский клуб «Олимпик-Шувалан» (Баку). Клуб готовился впервые в истории стартовать в еврокубках. В рамках этого турнира бакинцы выбыли от сербской «Войводины». Вскоре после того, как Мирко присоединился к «Олимпику», клуб был переименован по имени спонсора в АЗАЛ. В сезоне 2009/10 АЗАЛ закончил чемпионат на 7 месте. В начале следующего сезона команду возглавил новый тренер Назим Сулейманов. Под руководством этого специалиста клуб в сезоне 2010/11 занял в азербайджанской премьер-лиге 4 место, а Буневчевич в 31 из 32 матчах сезона выходил в стартовом составе. Этот результат позволил АЗАЛУ стартовать в квалификации Лиги Европы 2011/12, однако их европейские выступления также закончились в первом квалификационном раунде поражением от «Минска» (1:1; 1:2). После этой неудачи Сулейманов ушёл в отставку. Во время следующего зимнего трансферного окна команду покинул и Мирко Буневчевич.
После возвращения в Сербию футболист присоединился к команде «Земун», выступающей в третьем дивизионе.